# 铁路e卡通
铁路e卡通是由中铁银通支付有限公司于2018年发行的新一代实名制电子支付产品。客户可通过线上渠道完成“铁路e卡通”的申请与开通，“铁路e卡通”账户采用符合国家法律、法规规定范围内的银行Ⅱ类户，银行Ⅱ类户不能向非绑定账户转账，且需要与Ⅰ类户绑定使用。乘车时，乘客可以直接通过扫描二维码乘车，无需提前购票。

## 使用范围
- 2018年10月30日：长株潭城际铁路沿线各车站[3]
- 2019年9月12日：中川城际铁路[4]
- 2019年11月-12月：广佛肇城际轨道交通各站、莞惠城际轨道交通各站、穗深城际铁路各站、海南环岛高铁各站、京雄城际铁路各站、齐鲁环线（济青高铁、胶济客专、青盐铁路、京沪高铁、日兰高铁）部分车站和列车[5]
- 2020年3月16日：京包客运专线北京、清河和太子城站[6]
- 2020年5月：青荣城际铁路本线列车[7]
- 2020年7月27日，银中城际开启铁路e卡通功能。[8]
- 2020年7月28日：沪宁城际铁路、宁安客运专线和宁启铁路本线列车[9]
- 2020年11月26日，全国已有21条城际开通铁路e卡通。[10]
- 2020年11月30日，广清城际、广州东环城际开通铁路e卡通功能。[11]
- 2020年12月，昆玉城际、昆曲宣城际开通“铁路e卡通”。[12]同月，成渝高铁实现购票公交化，铁路e卡通满足旅客在成渝高铁随到随走的出行需求。[13]
- 2021年1月，川渝地区六条高铁城际线路开通e卡通。[14]同月，广西区内南宁东、柳州、桂林、来宾北等12个火车站启用“铁路e卡通”进出站功能。[15]
- 2021年12月，铁路e卡通购票功能正式上线，并已经支持40条城际铁路扫码直接乘车，[16]，同月8日，呼包鄂乌城际管内动车组列车开行铁路e卡通扫码服务。[17][18]
- 2022年1月，闽赣地区8条城际铁路可使用铁路e卡通。[19]
- 2022年6月，太中银铁路太柳段、贵阳市域环城快铁等线开通铁路e卡通乘车服务。[20][21][22]

- 截至2024年，铁路e卡通扫码乘车功能可在82条城际铁路以及宁波公交，宁波-杭州城际铁路上使用。[23]

## 其他功能
由于“铁路e卡通”是一张II类账户，且为中国银行发行，故可以绑定添加到美团闪付、银联云闪付APP、微信支付、支付宝，美团闪付支持Apple Pay、Huawei Pay、Mi Pay，可添加至Apple Wallet，用来进行手机闪付以及银联二维码支付。

## 图集

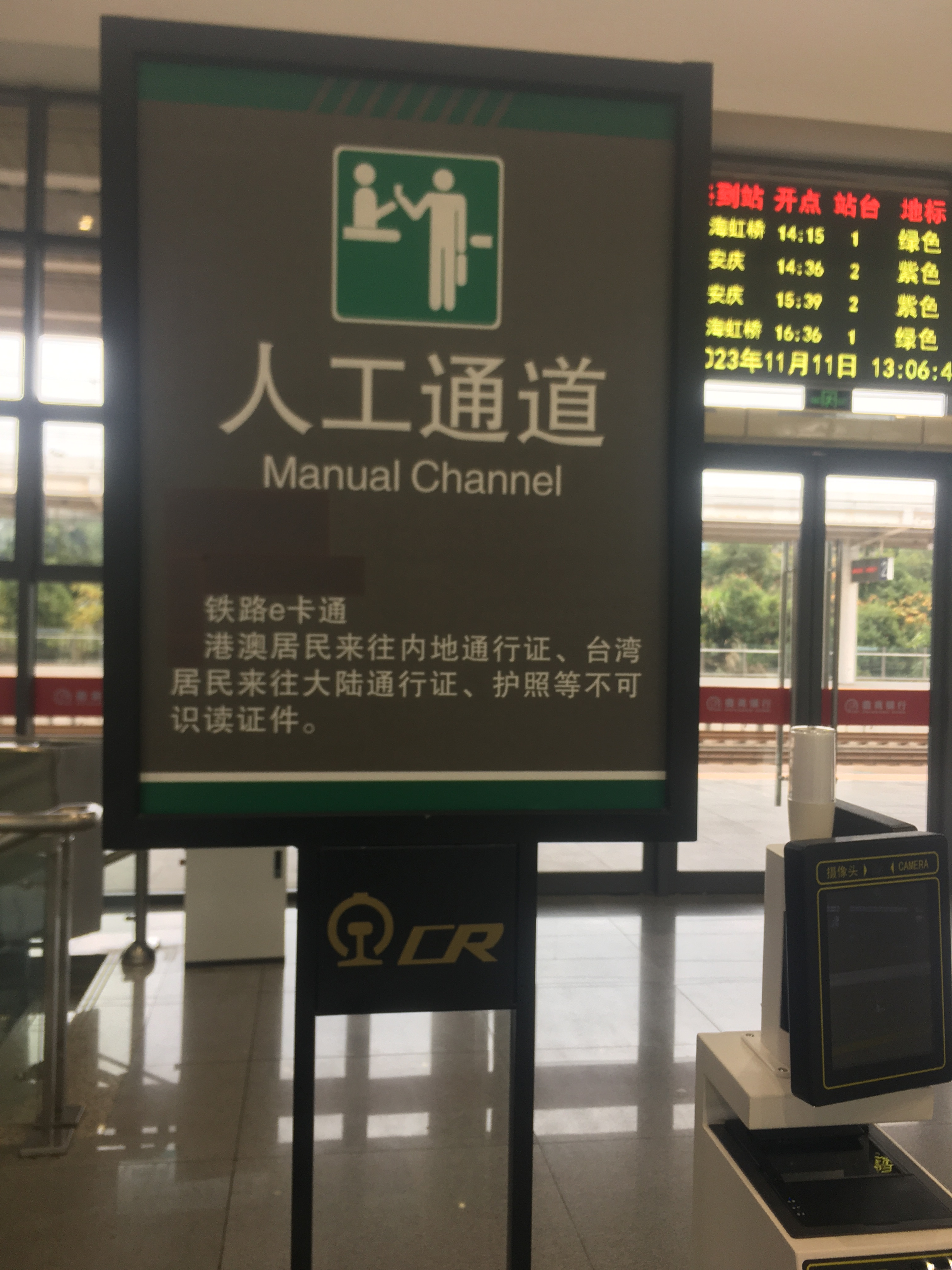
繁昌西站铁路e卡通通道